# Noul Sud

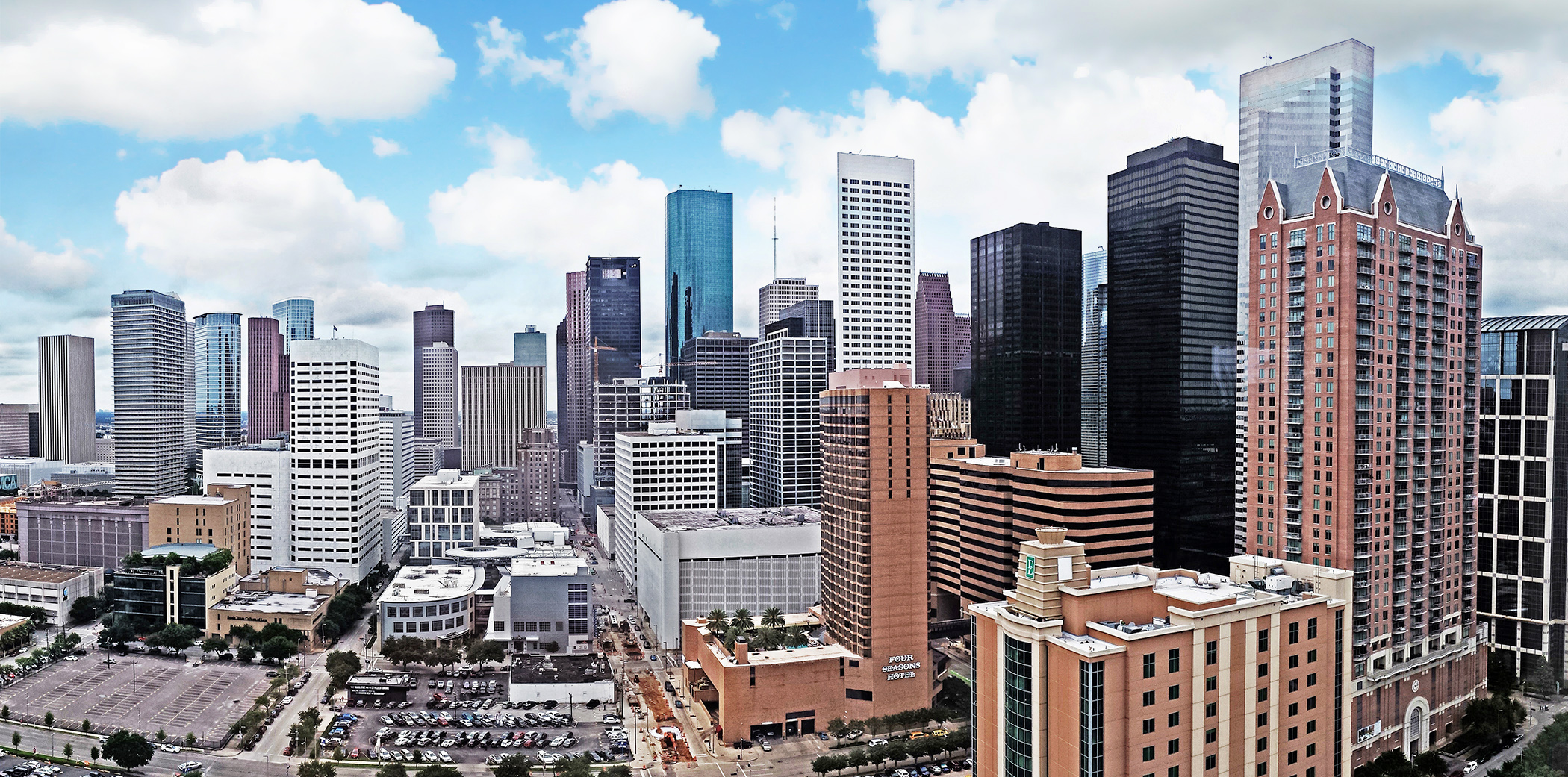
Houston, Texas

Noul Sud (în engleză New South), Democrația Noului Sud sau Crezul Noului Sud a fost un slogan în istoria Sudului Statelor Unite după 1877. Reformatorii l-au folosit pentru a cere o modernizare a societății și a atitudinilor, o mai deplină integrare în Statele Unite și pentru a respinge economia și tradițiile sistemului de plantații⁠(d) bazat pe sclavie din Vechiul Sud⁠(d) antebelic⁠(d). Termenul a fost inventat de către primul său purtător de cuvânt, redactorul de la Atlanta, Henry W. Grady⁠(d).

## Etimologie și filozofie

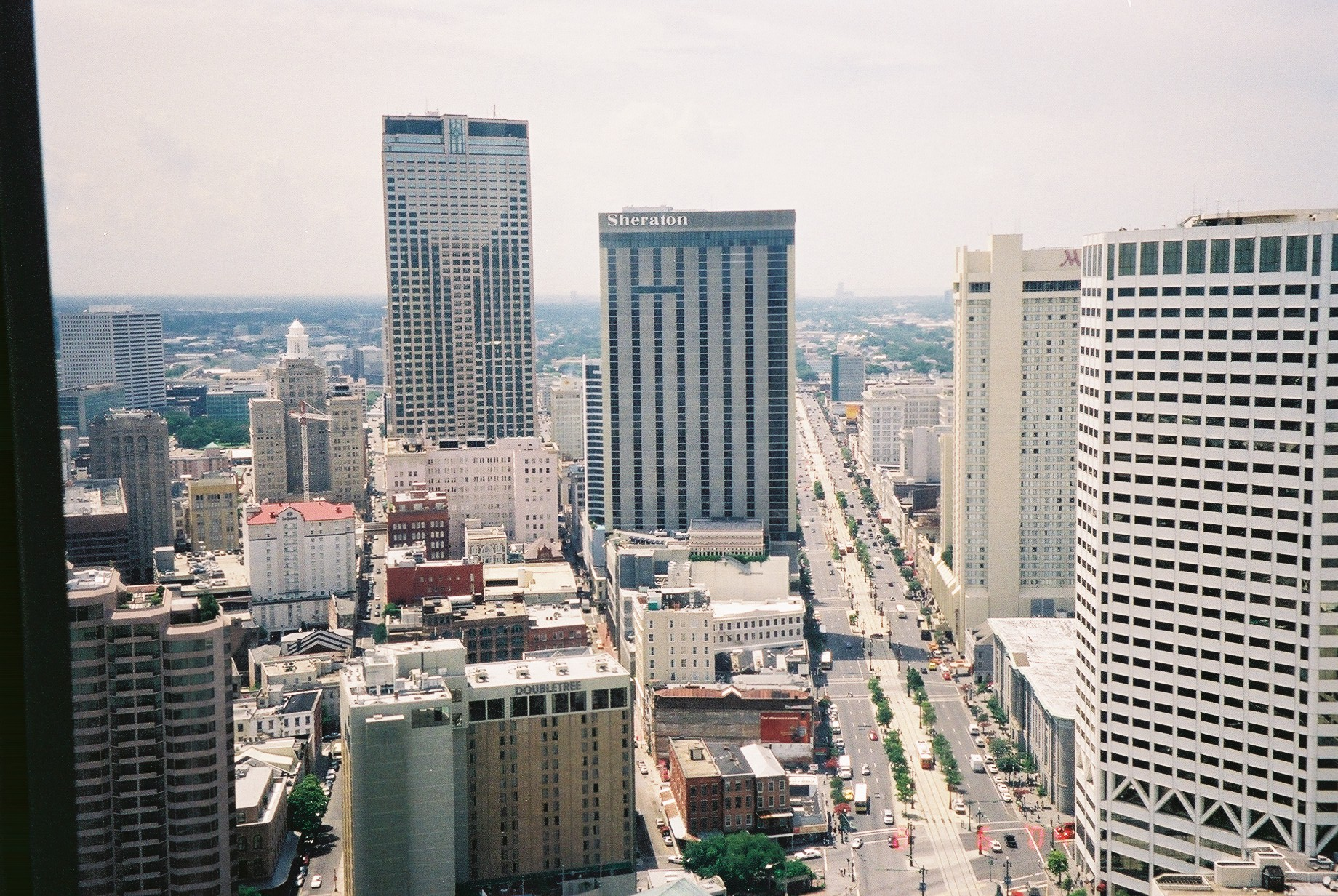
New Orleans, Louisiana

San Antonio, Texas

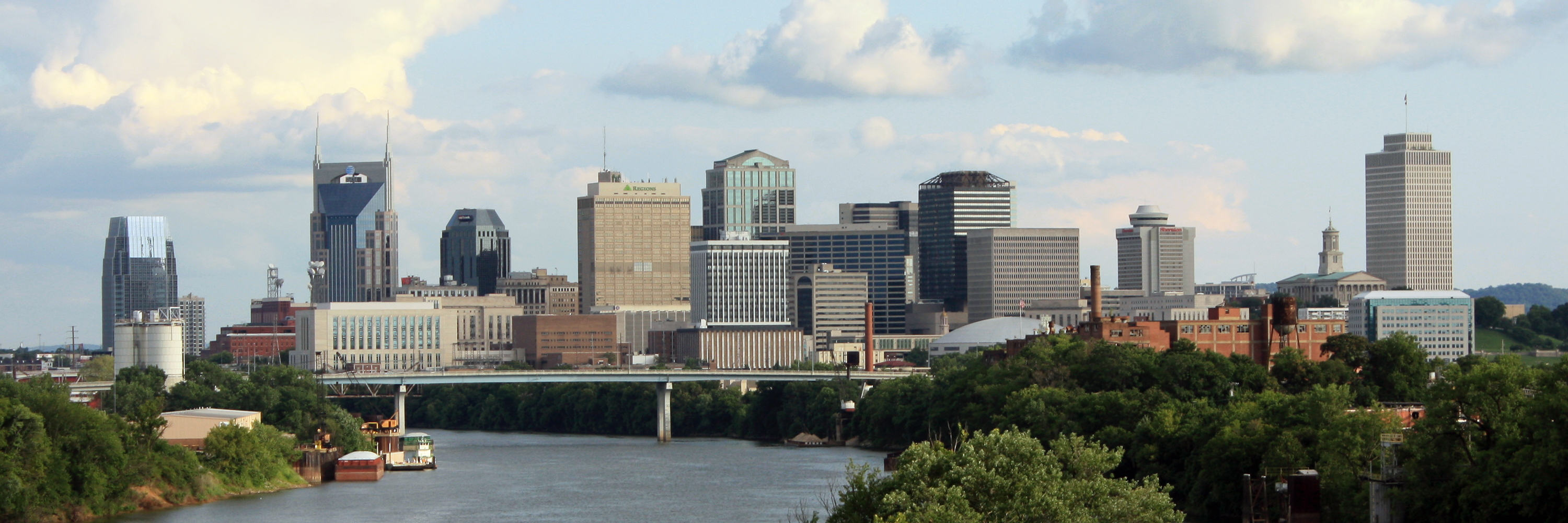
Nashville, Tennessee

Inițial termenul de „Noul Sud” a fost o încercare de a prescrie un viitor atrăgător bazat pe o economie în creștere. Modelul era revoluția industrială a Nordului. Sudul antebelic avea un pronunțat caracter agrar. După Războiul Civil American, sudul a rămas rural și sărăcit; se baza foarte mult pe bumbac și alte câteva culturi cu valori de piață reduse. Părea să aibă mare nevoie de urbanizare și industrializare. Sclavia a fost abolită, iar afro-americanii jucau un rol diferit în Noul Sud. Henry W. Grady⁠(d) a popularizat acest termen în articolele și discursurile sale, în calitate de redactor al ziarului Atlanta Constitution⁠(d). Richard Hathaway Edmonds de la Manufacturers' Record din Baltimore a fost un alt susținător ferm al industrializării Noului Sud. Manufacturers' Record a fost una dintre cele mai citite și puternice publicații din rândul industriașilor din secolul al XX-lea. Istoricul Paul Gaston a inventat termenul specific „Crezul Noului Sud” pentru a descrie promisiunile unor vizionari precum Grady, care spuneau că industrializarea va aduce prosperitate regiunii.
 

Istoria clasică a fost scrisă de C. Vann Woodward⁠(d): The Origins of the New South: 1877-1913, publicată în 1951 de Louisiana State University Press. Sheldon Hackney⁠(d), un discipol al lui Woodward, saluta cartea, dar explica: 
„De un lucru trebuie să fim siguri de la început. Durabilitatea „Originilor Noului Sud” nu este un rezultat al mesajului său înnobilant și înălțător. Este povestea degradării și declinului aristocrației, a suferinței și trădării albilor săraci, și a creșterii și transformării unei clase de mijloc. Nu este o poveste fericită. Redeemerii⁠(d) sunt prezentați ca fiind la fel de venali ca și carpetbaggerii⁠(d).  Aristocrația în declin este ineficientă și însetată de bani, și în ultima analiză își subordonase valorile moștenirii lor politice și sociale pentru a menține controlul asupra populației negre. Albii săraci sufereau de bizarele maladii ale rasismului și teoriei conspirației, iar clasa de mijloc emergentă era timidă și autointeresată chiar și în cadrul mișcării ei de reformă. Cele mai simpatice personaje în toată această afacere sordidă erau cei care erau prea nepuncioși pentru a putea fi blamați pentru faptele lor.”
 Campania Noului Sud a fost susținută de elitele de Sud, adesea din afara clasei vechilor moșieri, în speranța de a aduce un nou început pentru formarea de parteneriate cu capitaliștii nordici pentru modernizarea și accelerarea dezvoltării economice a Sudului. De la Henry Grady la liderul negru Booker T. Washington, susținătorii Noului Sud doreau regenerarea economică a Sudului, reconcilierea secțională, armonie rasială și crezul în evanghelia muncii. 
Creșterea Noul Sud implica însă perpetuarea supremației albilor asupra negrilor, care aveau o putere politică redusă sau inexistentă. De exemplu, Grady declara într-un discurs din 1888 despre Noul Sud: „supremația rasei albe a Sudului trebuie menținută pentru totdeauna, iar dominația rasei negre a rezistat în toate momentele și la toate pericolele, pentru că rasa albă este rasa superioară ... [Această afirmație] va curge pentru totdeauna în sângele care alimentează inimile anglo-saxone”.

## Istorie

### Marea Criză și al Doilea Război Mondial
Provocările economice ale Marii Crize au slăbit mult entuziasmul Noului Sud, pe măsură ce capitalul de investiții s-a epuizat, iar restul națiunii a început să considere Sudul un mare eșec economic. Al Doilea Război Mondial a adus o oarecare prosperitate economică, deoarece s-au angajat eforturi de industrializare în sprijinul efortului de război. În munții din Sud, Tennessee Valley Authority⁠(d) a construit baraje și a generat locuri de muncă și energie electrică care au afectat numeroși locuitori și producători. Alte industrii din Sud, cum ar fi mineritul, oțelul și construcția de nave, au înflorit în timpul celui de al Doilea Război Mondial și au pregătit scena pentru creșterea industrializării, dezvoltarea urbană și prosperitatea economică a porturilor și orașelor din Sud în a doua jumătate a secolului al XX-lea. 

### Epoca drepturilor civile
Începuturile erei drepturilor civile din anii 1960 au condus la o revigorare a termenului pentru a descrie un Sud care nu mai putea fi ținut în urmă de legile Jim Crow și alte aspecte ale segregării⁠(d) legale obligatorii. Din nou, ritmul inițial lent al reformelor în domeniul drepturilor civile, în special în ceea ce privește desegregarea⁠(d) școlară și dreptul la vot⁠(d), a făcut la început din „Noul Sud” mai degrabă un slogan decât o descriere a Sudului așa cum era de fapt; Legea drepturilor civile din 1964 și Legea dreptului la vot din 1965 au adus o epocă de schimbări mult mai rapide. 
Timp de mulți ani, acest „Nou Sud” a rămas însă mai mult un slogan al activiștilor civici decât o realitate în multe domenii. Conflictele rasiste din timpul Mișcării pentru drepturi civile⁠(d) a dat Sudului american o imagine de înapoiere în cultura populară. Cu toate acestea, în anii 1960, populația neagră a început să fie încurajată și reprezentată în multe funcții politice. În epoca după cel de al Doilea Război Mondial, fabricanții americani de textile și alte industrii ușoare s-au mutat în masă în Sud, pentru a valorifica salariile scăzute, conservatorismul social și sentimentele anti-sindicale. Odată cu industrializarea Sudului au apărut schimbări economice, migrație, imigrație și creștere demografică. Industria ușoară a fost mutată în străinătate, dar a fost înlocuită într-o anumită măsură de industria auto, turism și producția de energie. Având în vedere numeroasele schimbări care au avut loc de la Războiul Civil, mulți folosesc acum termenul pentru a celebra evoluția. 
Timp de mai bine de 100 de ani, dinaintea Războiului Civil până la mijlocul anilor 1960, Partidul Democrat⁠(d) a exercitat un monopol efectiv asupra politicii Sudului (vezi și Sudul Solid⁠(d)). Astfel, alegerile au fost de fapt decise între fracțiunile democrate în alegerile primare (de cele mai multe ori cu participarea exclusivă a albilor); obținerea unei nominalizări din partea democraților era echivalentă cu alegerea în funcție⁠(d). 

### Afilierea politică
Perioada „Nolui Sud” are două tăișuri. După adoptarea legislației privind drepturile civile, afro-americanii au început să voteze pentru Partidul Democrat. Mulți au susținut New Dealul lui Franklin D. Roosevelt și Harry S. Truman, iar John F. Kennedy și Lyndon B. Johnson le-au susținut cauza. În același timp, în 1964, câțiva politicieni și câteva state din Sud l-au sprijinit republicanul Barry Goldwater pentru președinție contra fostul democrat Lyndon B. Johnson. În ceea ce mai târziu a devenit o tendință, unii au trecut de la un partid la altul, în special Strom Thurmond din Carolina de Sud. Strategia Sudului⁠(d) a lui Richard Nixon în campania din 1968⁠(d) este considerată a fi accelerat foarte mult acest proces. Din vremea lui Nixon până în prezent, Sudul a votat, în general, pe republicani la nivel prezidențial. 
Termenul „Noul Sud” a fost folosit și cu referire la liderii politici din Sudul american care adoptau idei progresiste privind educația și creșterea economică și minimalizau retorica rasistă, chiar dacă nu promovau întru totul integrarea. Acest termen a fost cel mai frecvent asociat cu valul de guvernatori din Sud aleși la sfârșitul anilor 1960 și 1970, printre care Terry Sanford⁠(d) din Carolina de Nord, Carl Sanders⁠(d) și Jimmy Carter din Georgia și Albert Brewer⁠(d) din Alabama.
În mod similar, termenul „Noul Sud” a fost folosit și pentru a face referire la zonele din Sud care deveneau mai diverse și cosmopolite. 

### Economia

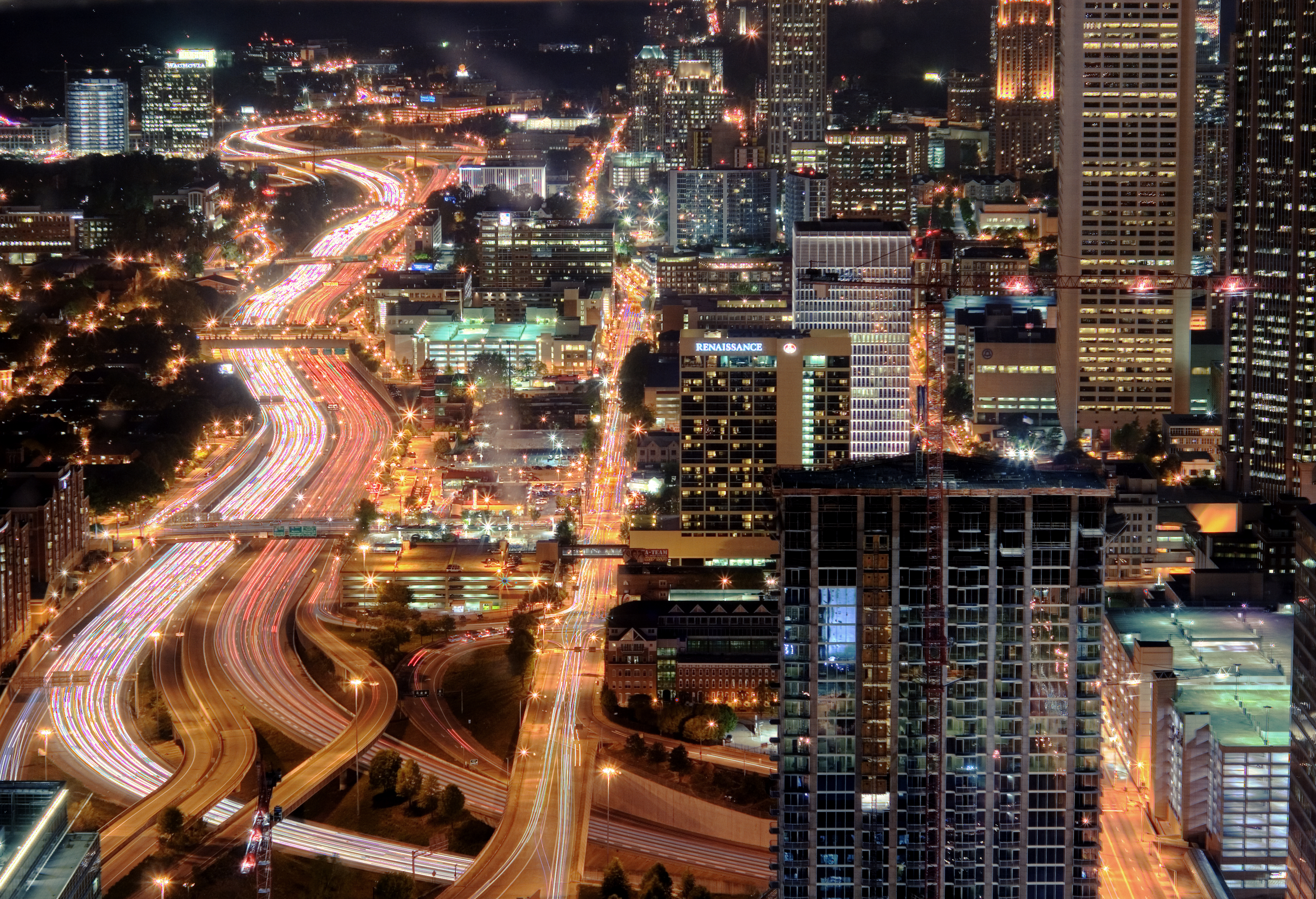
Atlanta Downtown Connector

„Noul Sud” este menit și să descrie creșterea economică în Sudul american, în comparație cu declinul economic și pierderea locurilor de muncă din alte regiuni ale Statelor Unite. Cea mai mare companie din lume după venituri este Walmart, cu sediul în Bentonville, Arkansas⁠(d). De exemplu, două dintre cele mai mari bănci americane, Bank of America și Wells Fargo, au o prezență majoră în Charlotte, Carolina de Nord. Bank of America are sediul central acolo, iar Wells Fargo întreține o mare parte din operațiunile Wachovia după ce a achiziționat-o pe aceasta în 2008. La Charlotte își au sediul multe alte mari corporații, printre care Lowe's, Duke Energy⁠(d), Family Dollar⁠(d), Lendingtree⁠(d) și Honeywell. 
Locurile de muncă din fabricile de automobile din Statele Unite au scăzut în orașe precum Detroit, Cleveland, Buffalo și St. Louis, în timp ce forța de muncă cu salarii mai mici și nesindicalizată din Sudul american, au atras producătorii străini. Producătorii de automobile BMW, Toyota, Mercedes, Honda, Hyundai, Kia, Nissan și Volkswagen au deschis fabrici în state precum Georgia, Alabama, Carolina de Sud, Kentucky, Tennessee, Texas, Mississippi și Virginia de Vest. Între timp, fabricile General Motors⁠(d) continuă să funcționeze în Kentucky, Louisiana, Tennessee și Texas și două fabrici Ford⁠(d) operează în cel mai mare oraș din Kentucky, Louisville. 
Companii notorii, precum IBM, Intel, Verizon și Microsoft, au o prezență importantă în Triunghiul Cercetării⁠(d) din Carolina de Nord. 
American Airlines Group, cea mai mare companie aeriană din lume în 2019, are sediul central în metroplexul Dallas-Fort Worth la Fort Worth. Dallasul găzduiește și el multe corporații globale, inclusiv cea mai mare companie energetică din lume, ExxonMobil, cea mai mare companie de telecomunicații din lume, AT&T, și compania în care a fost inventat microcipul pentru prima oară, Texas Instruments. Zona metropolitană a Dallasului este cea mai mare zonă metropolitană din Sud. 
Delta Air Lines, una dintre cele mai mari companii aeriene din lume⁠(d), are sediul central la Atlanta, Georgia. La Atlanta își au sediul mai multe corporații la nivel mondial, inclusiv Coca-Cola Company, UPS, CNN, Norfolk Southern⁠(d), NCR, Mercedes-Benz și Porsche.